# Tengchong-Vulkangruppe
Die Tengchong-Vulkangruppe (chinesisch 腾冲火山群, Pinyin Tengchong huoshanqun, englisch Tengchong volcanic field) umfasst ein 600 Quadratkilometer großes Vulkanfeld mit 97 Vulkanen in Tengchong in der chinesischen Provinz Yunnan an der Grenze zu Burma (Myanmar). Sie liegt im Tengchong Volcano and Geotherm National Geopark 腾冲国家地质公园 / Tengchong Dire Huoshan National Park (oder Tengchong Geotherm and Volcano) 腾冲地热火山国家公园. Der letzte Ausbruch des Dayingshan soll, den Aufzeichnungen des berühmten chinesischen Reisenden Xu Xiake zufolge, 1609 stattgefunden haben.